# Fransart
Fransart je francouzská obec v departementu Somme v regionu Hauts-de-France. V roce 2012 zde žilo 155 obyvatel.

## Sousední obce
Fouquescourt, Fresnoy-lès-Roye, Hattencourt, La Chavatte, Chilly

## Vývoj počtu obyvatel
Počet obyvatel